# Одоакър
Флавий Одоакър или Одоакер (Odovacar, Odovacer, Odowac, на латински: Flavius Odovacar, Odovacer или Fl. Odovac ; * 433, † 15 март 493, Равена) е римски войник, който след като свалил от престола последния западноримски император Ромул Августул през 476 г., бил провъзгласен за крал на Италия (rex Italiae).

## Произход и ранни години
Одоакър е син на скира Едекон, който е на служба при хунския крал Атила и е сред неговите приближени. Брат е на Хунулф, който се издига в Източната Римска империя до магистър милитум.
Той расте в двора на Атила, по вероизповедание е арианин и вероятно е неграмотен. Одоакър служи в охраната на западноримския император Антемий.

## Крал на Италия
След като генерал Флавий Орест през 475 г. изгонва последния легитимен император на Западната Римска империя Юлий Непот и издига своя син Ромул Августул за император, варварските помощни войски (федерати) с водач Одоакър се разбунтуват и искат земя в Италия, което Орест отказва.
Понеже почти няма регулярни западноримски войски и варварските федерати на Одоакър всъщност са единствената военна сила в Италия, мнозинството на наемниците избира на 22 август 476 г. Одоакър за крал.
В края на август 476 г. Одоакър убива Орест, а малко след това и неговия брат. Същата година сваля от престола и Ромул Августул, като му обещава годишна парична издръжка. Одоакър съобщава в Константинопол, че Западът няма нужда от свой август и се подчинява на единствения римски император, управляващ на Изток. Обявява се за крал на Италия и след смъртта на Юлий Непот източноримския император Зенон го признава като независим управител на Италия под източноримска защита.
Одоакър раздава земя или части от данъчните доходи на навлезлите германи (преди всичко херули, скири и тюринги), като запазва непокътнати римската правна и данъчна система, римското управление и Сената. Той сече монети.
През 477 г. Одоакър завзема от вандалите Сицилия. През 481 г. завоюва Далмация, през 488 г. разрушава кралството на ругите в Норик. Неговият брат Хунулф преселва романското население от северните граници.
От 488 г. Одоакър има стълкновения с настъпващите от Балканите остроготи, които биват подпомагани от Източната империя заради завоюването на Далмация. Одоакър скъсва контактите си с Константинопол и издига през 490 г. своя син от Сунигилда Тела за цезар.
След неуспехи през 489 г. при Изонцо, след това при Верона и на 11 август 490 г. на р. Ада и дълга обсада в Равена, сключва след Гарвановата битка през 493 г. на 27 февруари 493 г. примирие с остготския крал Теодорих Велики, най-вече заради заплахата от глад. Няколко дена по-късно Одоакър е убит в двореца му в Равена за отмъщение лично от Теодорих. Синът му Тела се спасява в Галия, убит е още същата година, при опит да се върне в Италия.